# Circonscription de Lanfaro
La circonscription de Lanfaro est une des 121 circonscriptions législatives éthiopiennes de l'État fédéré des nations, nationalités et peuples du Sud, elle se situe dans la Zone Silte. Son représentant actuel est Siraj Fegesa Sherefa.